# Middletown Road (línea Pelham)
 Middletown Road es una estación en la línea Pelham del Metro de Nueva York de la División A del Interborough Rapid Transit Company. La estación se encuentra localizada en el barrio Throggs Neck, Bronx y entre Middletown Road y la Avenida Westchester. La estación es servida en varios horarios por diferentes trenes de los servicios  y .